# NGC 4597
NGC 4597 este o galaxie spirală situată în constelația Fecioara. A fost descoperită în 22 februarie 1787 de către William Herschel. Se află la o distanță de 10,38 megaparseci de Pământ.